# Стена (село)
Стена́ (укр. Стіна, пол. Ściana) — село на Украине, находится в Тульчинском районе Винницкой области.
Код КОАТУУ — 0523985701. Население по переписи 2001 года составляет 1033 человека. Почтовый индекс — 24231. Телефонный код — 4348. Занимает площадь 3,89 км².
В селе родился Герой Советского Союза Глеб Кельбас.

## Религия
В селе действует Свято-Николаевский храм Томашпольского благочиния Могилёв-Подольской епархии Украинской православной церкви.

## Местная власть
24200, Винницкая область, Тульчинский р-н, пгт Томашполь, пл. Тараса Шевченко, 8.